# Isabelle de Villehardouin
Isabelle de Villehardouin, parfois appelée Isabeau de Villehardouin, née en 1263, morte en 1312, fut princesse d'Achaïe de 1289 à 1307. Elle était la fille du prince d'Achaïe Guillaume II de Villehardouin et d'Anne Ange.

## Biographie
En 1259, son père avait subi un important revers à Pélagonie et avait dû céder en 1262 des places-fortes en Laconie. Constamment menacé par le despote de Mistra, il se plaça sous la protection de Charles d'Anjou, roi de Sicile, et fiança sa fille avec Philippe d'Anjou (1256 † 1277), un fils cadet de Charles. Il s'épousèrent le 28 mai 1271, mais Philippe mourut en 1277, avant son beau-père.
Guillaume de Villehardouin mourut en 1278 et la principauté revint à Charles d'Anjou. Chassé de Sicile après les Vêpres siciliennes en 1282, il ne put consacrer des moyens suffisants pour la Morée, et la noblesse de Morée envoya une délégation à Naples pour se plaindre des exactions des gouverneurs angevins. Pour continuer à être soutenu par les Moréotes, Charles II d'Anjou rendit la Morée à Isabelle de Villehardouin.
Celle-ci, veuve de Philippe, se remaria le 16 septembre 1289 avec Florent de Hainaut, qui assura par le traité de Klarentza en 1290 la paix avec les Grecs. Il mourut le 23 janvier 1297, laissant une fille :
- Mathilde (1293 † 1331), princesse d'Achaïe, mariée quatre fois :
  1. en 1299 à  Guy II de La Roche († 1308), duc d'Athènes
  2. en 1313 à Louis de Bourgogne (1297 † 1316), roi titulaire de Thessalonique et prince d'Achaïe
  3. en 1318 à (séparée en 1321) Jean de Durazzo (1294 † 1336), duc de Durazzo et prince d'Achaïe
  4. Hugues de La Palice

Veuve à nouveau, elle se remaria le 12 février 1301 avec Philippe de Savoie (1278 † 1334). Philippe entra rapidement en conflit avec les barons du pays. Philippe et Isabelle eurent :
- Marguerite (1303 † ap.1371), mariée en 1324 à Renaud († 1370), fils du comte de Forez Jean Ier.

En 1307, Charles II d'Anjou, suzerain de l'Achaïe, leur reprit la principauté pour la confier à son fils Philippe Ier de Tarente. Philippe et Isabelle se séparèrent alors, Philippe regagnant son comté de Piémont et Isabelle se réfugiant en Hainaut (le pays de son second mari) auprès de sa fille Mathilde.